# Palazzo in Salita Pontecorvo 26

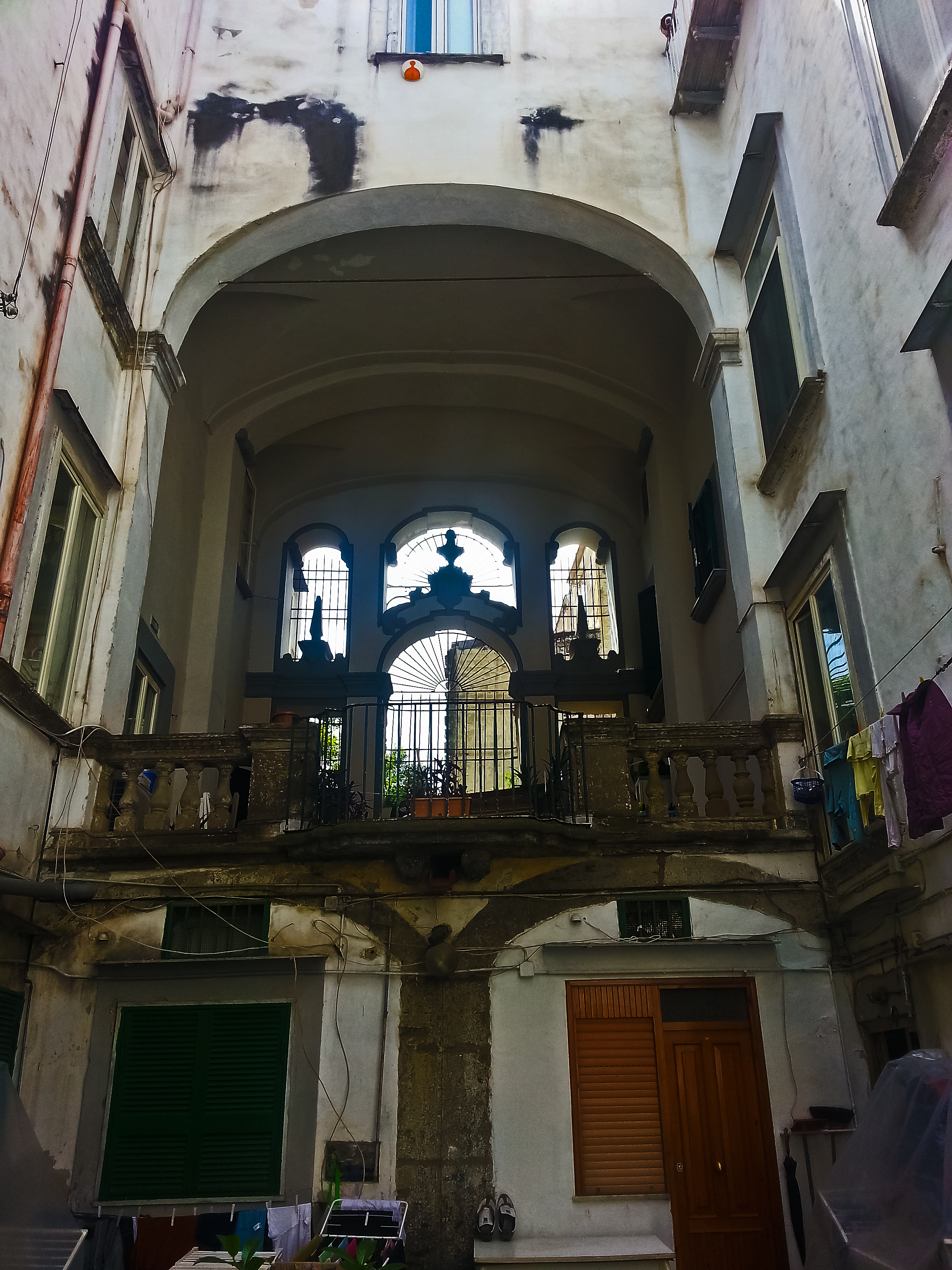
Palazzo in Salito Pontecorvo, 26, in Neapel: Durchbrochene Wand im Hof.

Der Palazzo in Salita Pontecorvo 26, auch Palazzo Valdettaro, ist ein Palast aus dem 16. Jahrhundert im Viertel San Giuseppe in Neapel in der italienischen Region Kampanien.

## Geschichte und Beschreibung
Der Palast stammt aus dem späten 16. Jahrhundert, wie ein großer Teil der Wohngebäude in der Gegend. Das Gebiet, das früher als „Olimpiano“ bekannt war, (im Norden begrenzt durch den Cavone, im Süden durch die Olivella, im Osten durch die Stadtmauer aus aragonesischer Zeit und im Westen durch den Hügel von Vomero) durchlief um 1560 einen ersten Entwicklungsschritt, in dem einige Adlige ihre Häuser bauen ließen. Im 17. Jahrhundert änderte das Gebiet seinen Charakter von einem Wohngebiet zu einem mit religiösem Charakter, als einige Nonnenklöster gegründet wurden, wobei Adelspaläste, die für einen guten Zweck gespendet wurden, angepasst wurden. So wurde z. B. der Palazzo Spinelli di Tarsia als Kloster San Giuseppe delle Scalze genutzt. 1657 befand er sich auf dem Grund des Herzogs von Avellino, der ihn für Privatpersonen registriert hatte.
Der Palast wird aus „Palazzo Valdettaro“ genannt, da Giuseppe Pontecorvo von den Herren D’Aste, Neffe des Familienoberhauptes Fabrizio, seine Tochter Teresa 1661 Girolamo Valdettaro zur Gattin gab. 30 Jahre später, 1691, wurde das gesamte Anwesen an Donna Antonietta de Angioli Capano, Prinzessin von Bitetto, verkauft. Nach ihrem Tod 1725 vererbte sie das Gebäude an den Pio Monte della Misericordia, der es, da er selbst Schulden hatte, nach nur fünf Jahren an die Mönche des Klosters San Giuseppe delle Scalze abgab. All dies sollte nicht der Erweiterung des Klosters und somit des Palastes dienen und nach einem dreißigjährigen Rechtsstreit fiel der Palast erneut an die Valdettaros zurück.
Im 18. Jahrhundert wurde das Gebäude vollständig umgebaut: An der Rückwand wurde eine durchbrochene Oberfläche geschaffen, die zum Garten an der Rückseite des Gebäudes zeigte. Deren Art lässt sich auf historische Vorbilder zurückführen, die bis ins 16. Jahrhundert zurückreichen, wie die durchbrochene Loggia des Palazzo dei Duchi di Casamassima, die sich im rückwärtigen Teil des Gartens öffnet, oder die des Palazzo Frammarino, dessen Garten mit dem Bau des Palazzo Ottieri an der Ecke zur Via Duomo verschwand.
Seit September 2024 finden im Innenhof Restaurierungsarbeiten statt.